# Accuracy International AWP
Pour les articles homonymes, voir Accuracy et AWP.
L’Accuracy International AWP ou simplement AWP (AWP signifie « Arctic Warfare Police ») est un fusil de précision fabriqué par Accuracy International. C'est une version du fusil Arctic Warfare (AW), lui-même une amélioration du L96.

## Utilisateurs
L'AWP est notamment utilisé par le FOI2 canadien, le GIGN français, le SAS britannique, l'armée belge et les Forces armées lituaniennes. Une version locale, le SR-98, est fabriquée en Australie.

## Dans la culture populaire
Des jeux vidéo tels que Counter-Strike, Counter-Strike: Source, Counter-Strike: Global Offensive, Counter-Strike 2, Warface, Call of Duty ou Battlefield 3 puis PlayerUnknown's Battlegrounds, Fortnite ont rendu célèbre cette arme auprès du grand public.